# 15 жовтня
15 жовтня — 288-й день року (289-й у високосні роки) за григоріанським календарем. До кінця року залишається 77 днів.

## Свята і пам'ятні дні

### Міжнародні
- ООН: Всесвітній день студента. (2010)
- ООН: Міжнародний день сільських жінок (Відзначається щорічно відповідно до рішення Генеральної Асамблеї ООН A/RES/62/136)
- ООН: Міжнародний день білої тростини (солідарність з людьми з порушеннями зору та інвалідністю)
- ООН: Міжнародний день миття рук
- Всесвітній день боротьби з раком грудей Встановлений з метою активізації діяльності із запобігання виникненню і поширенню захворювань на рак молочної залози
- День Втраченої Дитини під час якого згадуються діти, які померли під час вагітності (мертвонароджені) або одразу після народження. Встановлений з метою психологічної допомоги матерям та батькам, які пережили втрату дитини.[1].
- Європейський день здоров'я молочної залози.
- День тигра.

### Національні
- Чилі: День бабусі та дідуся.
- Бразилія: День вчителя.
- Туніс: День евакуації.
- Шрі-Ланка: День озеленення.
- Білорусь: День працівників фармацевтичної і мікробіологічної промисловості.
- США: Національний день грибів.

### Релігійні
Православ'я:
- Прп. Єфимія Нового, Солунського.
- Прмч. Лукіана, пресвітера Антіохійського.
- Сщмч. Лукіана, Києво-Печерського, в Дальніх печерах.
- Мчч. Сарвила та Вевеї.
- Свт. Савина, єп. Катанського.

### Іменини
✙ Православні: Лук'ян.
✝  Католицькі: Тереза.

## Події
- 1583 — українські землі у складі Речі Посполитої перейшли з юліанського на григоріанський календар (разом з Іспанією, Португальським королівством та більшістю італійських держав).
- 1615 — засновано Київське Богоявленське Братство і школу при ньому, згодом (1632) перетворену на колеґію, а потім — на Києво-Могилянську Академію (1701).
- 1815 — починається заслання імператора Французького Наполеона на острові Святої Єлени в Атлантиці
- 1840 — прах Наполеона перевезено з о. Святої Єлени до Королівства Франція.
- 1894 — у Французькій республіці був заарештований Альфред Дрейфус, звинувачений в шпигунстві. Почалася т. зв. справа Дрейфуса.
- 1926 — В Києві відкритий Російський драматичний театр (нині імені Лесі Українки)
- 1964 — відбулася офіційна церемонія запуску нафтопроводу «Дружба»
- 1970 — перший широко відомий в СРСР випадок захоплення літака з метою вирватися за «залізну завісу», емігрувати з СРСР. Двоє литовців — 45-річний Пранас та його 15-річний син Альгірдас Бразінскаси, що жили на засланні в Узбецькій РСР, захопили літак «Аэрофлоту» Ан-24 рейсу Сухумі — Батумі разом з пасажирами і, погрожуючи зброєю, примусили екіпаж перелетіти до Трабзону (Туреччина). При цьому загинула 19-річна стюардеса Надія Курченко, яка спробувала чинити опір викрадачам.
- 1981 — засновано американський гурт Metallica
- 1995 — Саддам Хусейн отримує 99,96 % голосів на президентських виборах в Іраку
- 2003 — Китайська Народна Республіка стала третьою державою після СРСР і США, яка успішно відправила людину до космосу. Космічний корабель «Шеньчжоу-5» вивів на земну орбіту космонавта Ян Лівея.
- 2005 — в Києві на Хрещатику відбулася масштабна бійка між націоналістами і комуністами.

## Народились
Дивись також Категорія:Народились 15 жовтня
- 70 до н. е. — Вергілій, давньоримський поет.
- 1608 — Еванджеліста Торрічеллі, італійський математик і фізик, який придумав ртутний барометр.
- 1795 — Фрідріх Вільгельм IV, прусський король з династії Гогенцоллернів.
- 1814 — Михайло Лермонтов, російський поет (†1841).
- 1844 — Фрідріх Ніцше, німецький філософ (†1900).
- 1860 — Софія Тобілевич, українська письменниця-перекладачка.
- 1863 — Петро Козлов, український географ, директор заповідника Асканія-Нова у часи Української Держави Гетьмана Павла Скоропадського.
- 1893 — Андрій Долуд, український військовий діяч, генерал-хорунжийАрмії УНР, начальник штабу Армії УНР Першого зимового походу, організатор УВВ.
- 1897 — Ілля Ільф, радянський письменник-гуморист (†1937).
- 1905 — Анатолій Бабко, український хімік-аналітик, академік АН УРСР.
- 1905 — Сноу Чарльз Персі, англійський письменник-реаліст, фізик, хімік. Відомий за романом «Смерть під вітрилом».
- 1926 — Генріх Альтшулер, російськомовний азербайджанський радянський письменник-фантаст та винахідник, автор теорії розв'язання винахідницьких задач.
- 1929 — Милорад Павич, сербський письменник.
- 1948 — Кріс де Бург, ірландський співак.
- 1960 — Євген Комаровський, український лікар, письменник, журналіст, громадський діяч.
- 1968 — Юе Лінг, тайванська акторка.
- 1975 — Денис Шмигаль, прем'єр-міністр України.
- 1986 — Пол Уолтер Хаузер, американський актор, комік.
- 2005 — Крістіан, принц Данії.

## Померли

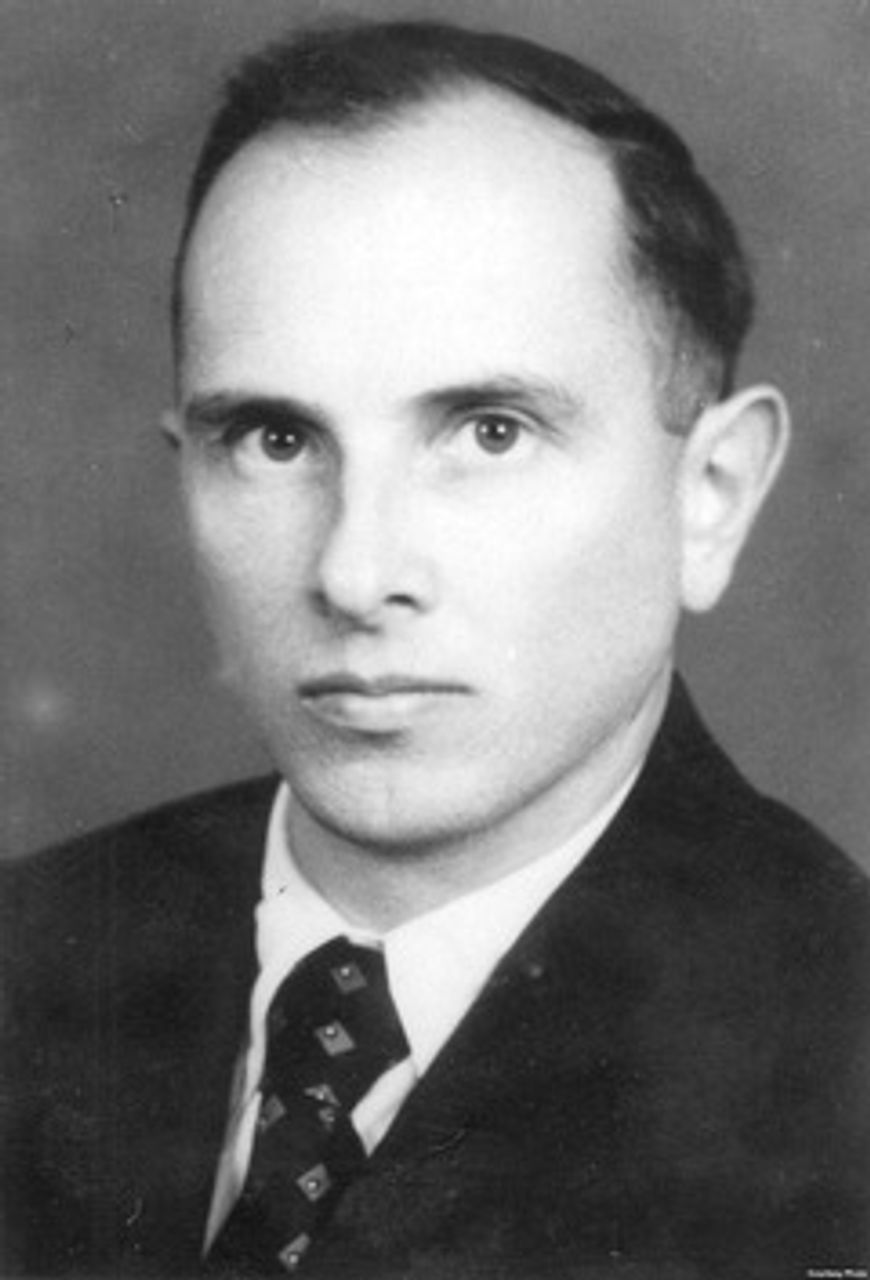
Степан Бандера

Дивись також Категорія:Померли 15 жовтня
- 1609 — Йозеф Гейнц, швейцарський художник. Батько живописця Йозефа Гейнца Молодшого (1600—1678).
- 1690 — Хуан де Вальдес Леаль, іспанський художник, графік, скульптор і архітектор епохи бароко.
- 1833 — Міхал Клеофас Огінський, польський композитор українсько-литовського походження, автор полонезу «Прощання з батьківщиною», відомого також як «Полонез Огінського».
- 1959 — вбитий агентом КДБ Степан Бандера, український державний діяч, голова проводу ОУН 1940—1959.
- 1964 — Коул Портер, американський композитор.
- 1990 — Дельфін Сейріг, французька акторка театру та кіно, кінорежисерка.